# Pelham, Massachusetts
Pelham är en kommun (town) i Hampshire County i Massachusetts. Vid 2010 års folkräkning hade Pelham 1 321 invånare.